# Nograro
Nograro es un concejo del municipio de Valdegovía, en la provincia de Álava, País Vasco (España).

## Localización
El pueblo se ubica en la parte sudoriental de la provincia de Álava, 46 km al oeste de la capital Vitoria y 28 km al noroeste de la ciudad de Miranda de Ebro. La capital del municipio, Villanueva de Valdegovía está 3,5 km al norte de Nograro, accediéndose al pueblo a través de la carretera local A-4331.

## Geografía
El concejo está situada en un terreno accidentado, rodeado de osados picachos que proporciona la ladera septentrional de la Sierra de Arcena, y alcanzando una altitud media sobre el nivel del mar de 664 metros . 

## Historia
El concejo es un lugar poblado desde la antigüedad como la mayoría de las localidades de Valdegovia, aunque no se sabe a ciencia cierta cuando comenzó su poblamiento. Se ha encontrado restos de la Edad de Bronce (hachas) en un yacimiento de superficie localizado en el pueblo.
Su primera mención escrita data del año 958 cuando es mencionado bajo el nombre de Nogrado en el Cartulario de San Millán. Posteriormente está recogido bajo las denominaciones de Nograno y finalmente Nograro a partir de 1299. Desde la Edad Media ha formado parte de la Hermandad de Valdegovía y posteriormente del municipio homónimo, al que sigue perteneciendo en la actualidad.
Desde una perspectiva histórica, la importancia de Nograro en la historia de Álava radica en poseer una casa-torre, cuna de varios linajes insignes alaveses como los Calderones, Salazares y Salcedos.

## Demografía
| Gráfica de evolución demográfica de Nograro entre 2000 y 2017 |
|                                                               |
| Población de derecho según los censos de población del INE.   |

## Monumentos
- Iglesia Parroquial de Santa María: La iglesia parroquial, con advocación a Santa María, es de planta rectangular, con la torre a sus pies, la casa cural anexa a su costado sur y con el pórtico debajo de ella .
- Casa-Torre de Calderones y Salazares: Esta torre fue construida a finales del siglo XIV y principios del siglo XV. Conserva sus fachadas y mantiene restos del remate almenado, matacanes y garitones. La torre forma parte de un complejo edificatorio más completo.
- Ermita de San Bartolomé: de las tres ermitas que hubo en el pueblo solo se conservan restos de esta, en la zona baja del pueblo, junto al cauce del riachuelo. Estuvo en pie hasta el siglo XIX, y tal vez se correspondiera con el monasterio altomedieval que se cita en varios documentos pertenecientes a Nograro.
- Molino: El molino del pueblo está junto a uno de los riachuelos, y actualmente está restaurado.
- Fuente Fachada: La fuente, hoy olvidada y emboscada por la incontrolable maleza, data del año 1858. Pertenece a la tipología de fuente-fachada, con la particularidad de que el cuerpo propio de la misma se ve envuelto y ligeramente remitido por obra de sillería, rematada en arco. Consta de pila, en su interior, y de un cuerpo superior del que nace el caño, coronándose aquel por cornisa sobre la que va el sector circular donde va grabado el año .

## Personajes célebres
- Pedro de Fontecha y Salazar: jurisconsulto del siglo XVIII, autor de varias obras en defensa de los Fueros de Vizcaya.